# Нищеменко, Корней Семёнович
Корней Семёнович Нищеменко (26 сентября 1893, с. Побережка, Киевская губерния — 25 июня 1966, Детройт, США) — украинский политик, член Украинской Центральной рады.

## Биография
Родился в семье священника. Окончил Киевскую духовную семинарию. Впоследствии прослушал курс в Варшавском университете. По возвращении в Киев вступил на Историко-филологический факультет Киевского университета, который и окончил.
В 1916 году был мобилизован в Одесскую школу прапорщиков. В 1917 году в качестве делегата от школы он был направлен на II Всеукраинский военный съезд, впоследствии принимал участие в работе III Всеукраинского военного съезда, но уже в качестве делегата от Румынского фронта.
В 1917 году стал член Украинской Центральной рады от фракции социал-демократов. Впоследствии переходит на службу в Министерство иностранных дел УНР на должность директора канцелярии.
В начале 1920-х годов эмигрировал в Варшаву, работал в отделе транспортировки и обеспечения компании «Ллойд».
В 1924 году переехал в Чехословакию где поступил на экономически кооперативный факультет Академии в Подебрадах, который окончил в 1929 году по специальности инженер-экономист. После окончания академии остается работать в качестве ассистента при кафедре экономической географии.
Через некоторое время переезжает в Закарпатье где работает учителем в селе Берёзово недалеко от Хуста.
После оккупации Закарпатья венграми в 1939 году уехал в Германию, где работал в украинских учреждениях. Позже преподавал в Украинской торговой школе в Кракове, и одновременно работал секретарем Хозяйственного отдела Украинского центрального комитета в Кракове, а затем во Львове.
Вскоре переезжает в Чехию, где преподает. Позже переезжает в США, селится в Детройте, где принимает участие в украинской общественной деятельности. После выхода на пенсию преподавал историю и географию, был заместителем директора курсов в Школе украиноведения (1961—1966 годы).
Умер в 1966 году в Америке.